# لوران برناردي
لوران برناردي (بالفرنسية: Laurent Bernardi)‏ (9 مايو 1988 في فرنسا - ) هو لاعب كرة قدم فرنسي في مركز حراسة المرمى. لعب مع نادي أجاكسيو وKVC Willebroek-Meerhof ‏.

## وصلات خارجية
- لوران برناردي على موقع قاعدة بيانات كرة القدم.إي يو (الإنجليزية)